# Dothidasteroma dipteridis
Dothidasteroma dipteridis är en svampart som först beskrevs av Syd. & P. Syd., och fick sitt nu gällande namn av Arx 1962. Dothidasteroma dipteridis ingår i släktet Dothidasteroma och familjen Parmulariaceae.   Inga underarter finns listade i Catalogue of Life.